# Ала (провинция Тренто)
А́ла (итал. Ala) — коммуна в Италии, расположена в автономной области Трентино-Альто-Адидже, подчинена административному центру Тренто.
Население коммуны, на 01.01.2025 года, составляет 8860 человек, плотность населения ─ 73,87 чел./км². Коммуна занимает площадь 119,95 км². Почтовый индекс — 38061. Телефонный код — 0464.
Покровительницей коммуны почитается Пресвятая Дева Мария Ассунта, 15 августа ежегодно отмечается праздник Вознесения Девы Марии.

## Климат
Согласно климатической классификации итальянских муниципалитетов, Ала входит в климатическую зону Е, количество градусо-дней составляет 2672.

## Демография
Название жителей населённого пункта — але́нси (итал. alensi).
Динамика населения

## Администрация коммуны
Главой коммуны является мэр Стефано Гатти, с 26 мая 2024 года.
Коммуна входит в Национальную ассоциацию винодельческих городов (итал. Città del Vino), а также является участницей движения «Соглашение мэров».